# La suora bianca (film 1923)
La suora bianca (The White Sister) è un film muto prodotto e diretto da Henry King nel 1923.

## Analisi
La pellicola è ispirata al romanzo omonimo di Francis Marion Crawford (1909). È il remake di The White Sister di Fred E. Wright (1915) e nel 1933 ebbe a sua volta un remake, La suora bianca, di Victor Fleming.

## Trama

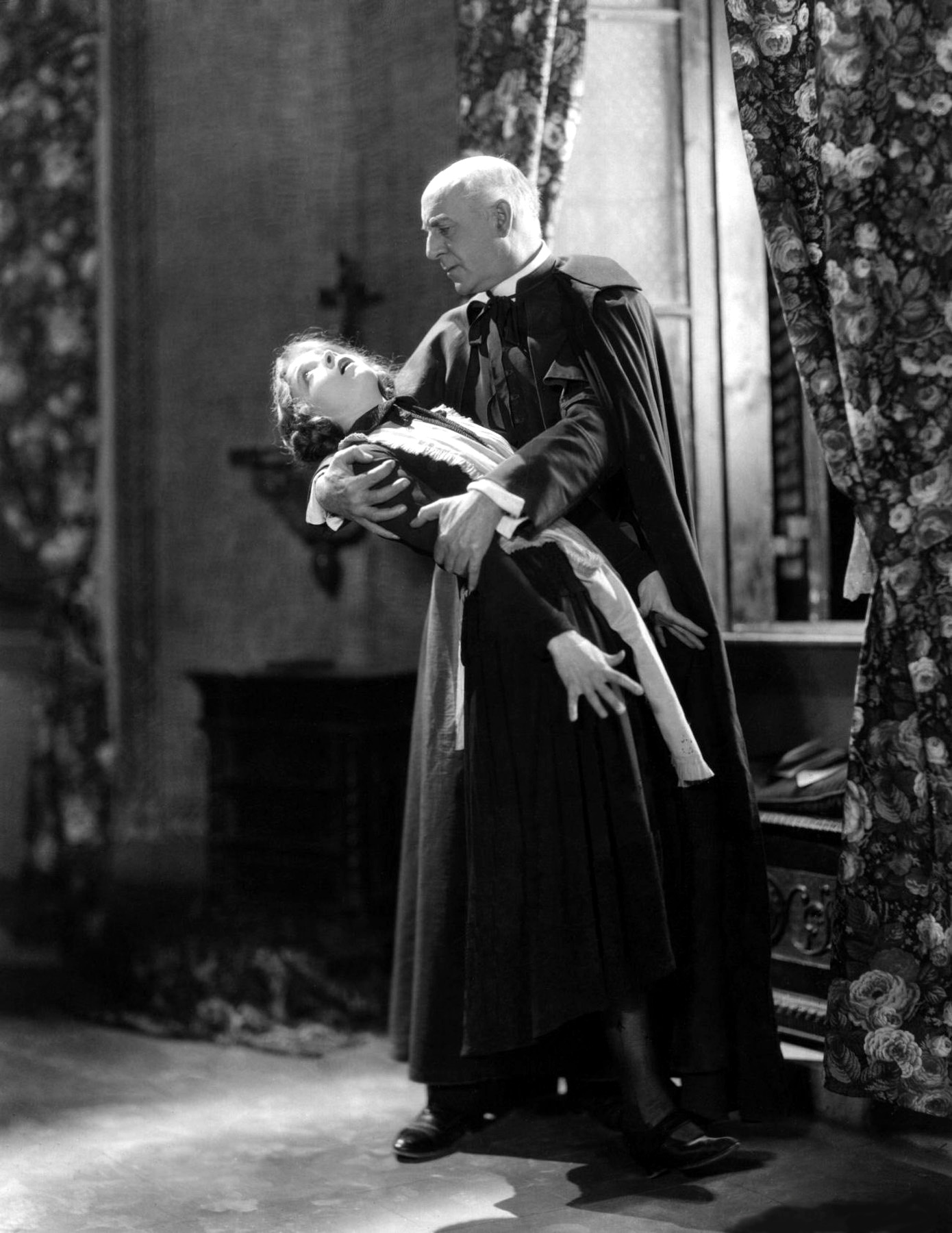
Lillian Gish e J. Barney Sherry

Erede di una grande proprietà, Angela Chiaramonte, dopo la morte del padre, perde tutto per le trame della sorellastra, la marchesa di Mola, che distrugge il testamento del principe. Giovanni Severini, il fidanzato di Angela, parte per la guerra in Africa, promettendole di sposarla al suo ritorno. Poco tempo dopo, però, in Italia giunge la notizia della morte di Severini e Angela entra in convento.
In realtà, Giovanni non è morto, ma è stato fatto prigioniero. Riuscito a fuggire, ritorna in patria e ritrova la fidanzata. Ma lei, alla sua richiesta di lasciare il convento, decide di non rinunciare ai voti. Lui troverà la morte aiutando la popolazione durante un'eruzione del Vesuvio.

## Produzione
Il film fu prodotto dall'Inspiration Pictures, basato sul romanzo omonimo di F. Marion Crawford pubblicato a New York nel 1909 e dal lavoro teatrale dallo stesso titolo di Walter Hackett e F. Marion Crawford andato in scena a Broadway il 27 settembre 1909. Venne girato in Italia, nel Lazio, in Campania, a Roma, Sorrento, Castellammare di Stabia, Tivoli e nell'isola di Capri.

### Altri tecnici
- Operatore di ripresa: William Schurr, Fernando Risi

## Distribuzione
Distribuito dalla Metro Pictures Corporation, il film fu presentato in prima a New York il 5 settembre 1923 al 44th Street Theatre. La durata del film fu ridotta per una seconda proiezione nel febbraio 1924. Un ulteriore taglio lo portò a dieci rulli per l'uscita nelle sale in aprile. La prima ufficiale fu tenuta il 20 aprile 1924 al Capitol Theatre di New York.
Durante la proiezione muta le musiche venivano suonate dal vivo da Peppino De Filippo 
Copia della pellicola è conservata negli archivi del Museum of Modern Art.